# Parti de la patrie
Le Parti de la patrie (en turc, Yurt Partisi ou YP) est un parti politique turc. Il possède une idéologie national-conservatrice de droite. Le parti a été fondé en 2002 par Saadettin Tantan.

## Résultats électoraux

### Élections législatives
| Année         | Voix               | %                  | Élus               |
| ------------- | ------------------ | ------------------ | ------------------ |
| 2002          | 294 909            | 0,94               | 0 / 550            |
| 2007          | Ne se présente pas | Ne se présente pas | Ne se présente pas |
| 2011          | Ne se présente pas | Ne se présente pas | Ne se présente pas |
| juin 2015     | 9 289              | 0,02               | 0 / 550            |
| novembre 2015 | Ne se présente pas | Ne se présente pas | Ne se présente pas |

### Élections municipales
| Année | Voix  | %    | Municipalités |
| ----- | ----- | ---- | ------------- |
| 2014  | 3 568 | 0,01 | 0             |